# تيان يي
تيان يي (بالصينية: 田野) هو أستاذ جامعي ورياضياتي صيني، ولد في 1971.